# Mario Pomilio

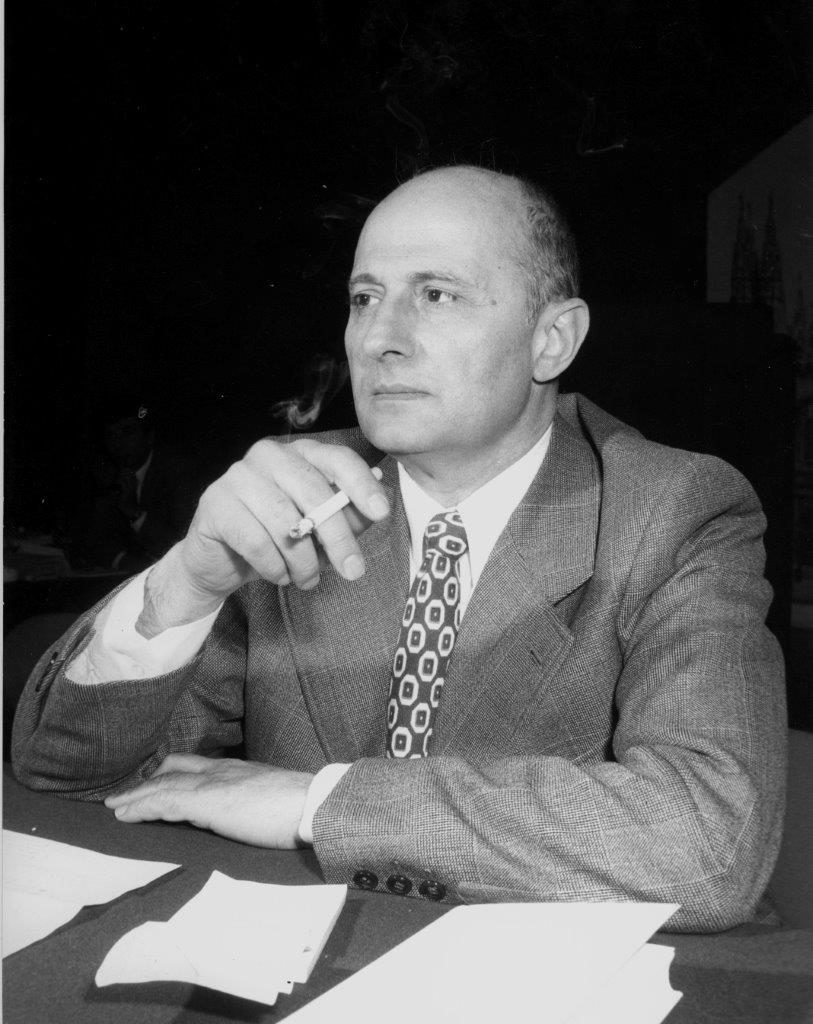
Mario Pomilio in den 1970er Jahren

Mario Pomilio (* 14. Januar 1921 in Orsogna; † 3. April 1990 in Neapel) war ein italienischer Journalist und Schriftsteller.

## Leben
Pomilio gewann im Jahr 1965 die Premio Campiello mit dem Roman La Compromissione.
Pomilio gewann im Jahr 1974 die erste Ausgabe des Premio Flaiano mit dem Drama Der Fünfte Evangelist als es noch unveröffentlicht war.
- Naples-Preis, 1975
- Prix du Meilleur livre étranger, Paris, 1978
- Friedens Preis Warschau, 1979
- Premio Strega, 1983[3]

Von 1984 bis 1989 war er Abgeordneter im Europäischen Parlament.

## Werke
- L’uccello nella cupola, Mailand, Bompiani, 1954, Premio Marzotto “opera prima” (première œuvre), 1954;
- Il testimone, Mailand, Massimo, 1956, Premio Napoli, 1956;
- Il nuovo corso, Mailand, Bompiani, 1959, Premio Napoli 1959 ex-aequo;
- La compromissione, Florenz, Vallecchi, 1965, Premio Campiello, 1965;
- Contestazione, Mailand: Rizzoli
- Il cimitero cinese, Mailand, Rizzoli, 1969;
- Il quinto evangelista, Mailand, Rusconi, 1974, Premio Flaiano, 1974;
- Il quinto evangelio, Mailand, Rusconi, 1975, Premio Napoli, 1975
- Il cane sull’Etna, frammenti d’una enciclopedia del dissesto, Mailand, Rusconi, 1978;
- Scritti cristiani, Mailand, Rusconi, 1979;
- La formazione critico-estetica di Pirandello, L’Aquila, M. Ferri, 1980;
- Opere saggistiche di Mario Pomilio, L’Aquila, M. Ferri, 1980;
- Il Natale del 1833, Roma, Gabriele e Mariateresa Benincasa, 1983, Premio Strega und Premio Fiuggi 1983;
- Edoardo Scarfoglio, Neapel, Guida, 1989;
- Una lapide in via del Babuino, Mailand, Rizzoli, 1991;
- Emblemi, poesie 1949-1953, Neapel, Cronopio, 2000;
- Abruzzo la terra dei santi poveri, raccolta di scritti abruzzesi, L’Aquila, Ufficio stampa del Consiglio regionale dell’Abruzzo, 1997.